# Två sammansvurna män
Två sammansvurna män (engelska: The Money Trap) är en amerikansk dramafilm från 1965 i regi av Burt Kennedy. Filmen är baserad på Lionel Whites roman The Money Trap. I huvudrollerna ses Glenn Ford, Elke Sommer och Rita Hayworth. I övriga roller märks Ricardo Montalban, Joseph Cotten och James Mitchum.
Detta var den sista av totalt fem filmer där Glenn Ford och Rita Hayworth spelade mot varandra, den mest kända är deras andra gemensamma film, Gilda (1946). De övriga tre filmerna är Fy på sej pappa! (1940), Carmen - fresterskan (1948) och Trinidad (1952). 

## Rollista i urval
- Glenn Ford - Joe Baron
- Elke Sommer - Lisa
- Rita Hayworth - Rosalie
- Ricardo Montalban - Pete Delanos
- Joseph Cotten - Dr. Van Tilden
- James Mitchum - kommissarie Wolski
- Tom Reese - Matthews
- Fred Essler - Mr. Klein
- Eugene Iglesias - far
- Teri Lynn Sandoval - dotter
- Argentina Brunetti - tant